# Xã Grant, Quận Richland, Bắc Dakota
Xã Grant (tiếng Anh: Grant Township) là một xã thuộc quận Richland, tiểu bang Bắc Dakota, Hoa Kỳ. Năm 2010, dân số của xã này là 102 người.